# Scanlon
Scanlon és una població dels Estats Units a l'estat de Minnesota. Segons el cens del 2000 tenia 838 habitants.

## Demografia
Segons el cens del 2000, Scanlon tenia 838 habitants, 365 habitatges, i 248 famílies. La densitat de població era de 385,2 habitants per km².
Dels 365 habitatges en un 24,9% hi vivien nens de menys de 18 anys, en un 57% hi vivien parelles casades, en un 7,7% dones solteres, i en un 31,8% no eren unitats familiars. En el 26,8% dels habitatges hi vivien persones soles el 15,3% de les quals corresponia a persones de 65 anys o més que vivien soles. El nombre mitjà de persones vivint en cada habitatge era de 2,3 i el nombre mitjà de persones que vivien en cada família era de 2,75.
Per edats la població es repartia de la següent manera: un 21,8% tenia menys de 18 anys, un 5,3% entre 18 i 24, un 25,7% entre 25 i 44, un 23,3% de 45 a 60 i un 24% 65 anys o més.
L'edat mediana era de 43 anys. Per cada 100 dones de 18 o més anys hi havia 85,6 homes.
La renda mediana per habitatge era de 42.857 $ i la renda mediana per família de 46.000 $. Els homes tenien una renda mediana de 36.118 $ mentre que les dones 26.313 $. La renda per capita de la població era de 19.590 $. Entorn del 0,8% de les famílies i el 3,9% de la població estaven per davall del llindar de pobresa.

## Poblacions més properes
El següent diagrama mostra les poblacions més properes.